# La Bóveda de Toro
La Bóveda de Toro – gmina w Hiszpanii, w prowincji Zamora, w Kastylii i León, o powierzchni 59,45 km². W 2011 roku gmina liczyła 863 mieszkańców.